# Masasumi Kakizaki
Masasumi Kakizaki ( (柿崎 正澄?, Kakizaki Masasumi); Monbetsu, 18 maggio 1978) è un fumettista giapponese.

## Biografia
Non è mai stato un amante dei comics, avendo letto solo Rocky Joe, così nelle prime fasi della sua carriera tentò la carriera di scrittore ma, rendendosi conto che il suo romanzo non era di buon livello, partecipò ad un concorso per fumettisti. Nonostante non si fosse mai seriamente cimentato nel disegno riuscì ad aggiudicarsi uno dei premi del concorso e ciò lo spinse alla carriera di fumettista. Iniziò la carriera di fumettista nel 2001 pubblicando la storia breve Two Tops su Young Sunday di Shogakukan, seguito poi dalla sua prima serie regolare, Gene-X, dove si occupò dei soli disegni mentre la sceneggiatura fu affidata a Kentaro Fumitsuki conclusasi nel 2002.
Collabora con George Abe tra il 2003 ed il 2010 al manga Rainbow, pubblicato su Big Comic Spirit di Shogakukan, dove si occupa del solo aspetto artistico. Nel 2008, durante la serializzazione di Rainbow, pubblica un manga di 7 capitoli intitolato Kansen Rettō. Torna ad occuparsi anche della sceneggiatura con l'horror Hideout, pubblicato in unico volume. Scrive il suo primo shōnen su Weekly Shōnen Sunday con Bestiarius, pubblicato in maniera irregolare dal 2011, si sposta poi sulla rivista Young Magazine di Kōdansha per pubblicare, tra il 2011 ed il 2013, il manga western Green Blood completato in 5 volumi.

## Stile ed influenze
Tra le tecniche più utilizzate dal fumettista c'è il chiaroscuro che, unita ad una grande attenzione per i dettagli, dona ai disegni una notevole carica espressiva. Questa tecnica è principalmente dovuta alla sua passione per il cinema che lo spinge a tentare di dare un taglio cinematografico ai suoi disegni.
Le sue opere prendono spunto da numerose opere differenti, specialmente film di stampo occidentale, come Spartacus ed i film a tema western di Sergio Leone, da cui ha ricavato rispettivamente Bestiarius e Green Blood, oltre che da libri come Shining di Stephen King che l'ha ispirato durante la creazione di Hideout.

## Opere
- Two Tops (2001)
- Gene-X (2001-2002) in collaborazione con Kentaro Fumitsuki
- Rainbow (2003-2010) in collaborazione con George Abe
- Kansen Rettō (2008)
- Hideout (2010)
- Bestiarius (2011)
- Green Blood (2011-2013)
- Moglie di una Spia (2020-2021)
- L'albero della morte: Yomotsuhegui (2021-2023)